# Huang Jiemin
Huang Jiemin (chiń. 黄杰民; ur. w kwietniu 1954 w Szanghaju) – chiński dyplomata i urzędnik.
Ukończył Beijing Foreign Languages Institute (1979). W latach 1981–1984 pracował w ambasadzie w Libanie. Od 1988 do 1992 był drugim sekretarzem w chińskim przedstawicielstwie w Syrii. Pełnił także funkcję radcy w ambasadzie w Jordanii (1996 - 2000). W sierpniu 2003 został mianowany ambasadorem w Libii. Pięć lat później przejął kierownictwo placówki ChRL w Kuwejcie.
Pracował również w MSZ (między innymi jako radca i zastępca dyrektora generalnego departamentu odpowiadającego za sprawy Azji Zachodniej i Afryki Północnej w latach 2000 - 2003).